# Mecklenburger Merenplateau
Het Mecklenburger Merenplateau (Duits: Mecklenburgische of Mecklenburger Seenplatte) is een landstreek in Duitsland, voor het overgrote deel in de deelstaat Mecklenburg-Voor-Pommeren. Zoals uit de naam al blijkt, liggen er vele meren in dit gebied. Voor een vrij groot deel komt het territoir van dit merengebied overeen met dat van de Landkreis Mecklenburgische Seenplatte. Kleine stukjes van de Seenplatte liggen in de deelstaten Sleeswijk-Holstein en Brandenburg.
De in Duitsland ook veel gebruikte benaming Mecklenburger Seenland omvat een groter gebied, namelijk de Mecklenburger Seenplatte zelf en een aangrenzend gebied, dat het achterland (Hinterland ) van de Seenplatte wordt genoemd. Op onderstaande kaart van de Duitse landschapseenheden zijn deze gebieden met 75 respectievelijk 74 genummerd.
Het gebied vertoont geografisch en geologisch veel gelijkenis met  de meer oostelijk, sedert 1945 in Polen gelegen, streken Pommers Merenplateau en nog verder oostelijk Mazurisch Merenplateau.
Het grootste meer in het gebied is de Müritz. Aan dit meer ligt het toeristenstadje Waren.
Een grote stad aan de rand van de Seenplatte is Schwerin, aan de Schweriner See. Een kleiner stadje in het gebied, Malchow, tussen de Plauersee en de Fleesensee, is beroemd om zijn historische kloostergebouwen. Bekend is ook het stadje Mirow, ten zuiden van de Müritz,  met zijn op een eilandje gelegen barokke kasteelcomplex.
De Autobahn A24  (west-oost: Hamburg - Dreieck Wittstock/Dosse- Berlijn) komt tot aan de zuidgrens van de Seenplatte,  en de Autobahn A19 (noord-zuid: Rostock - Malchow- Dreieck Wittstock/Dosse -Berlijn) doorsnijdt het gebied.

## Geologie, geschiedenis
Tijdens de laatste ijstijd lag het gebied omstreeks 18.000 jaar vóór de jaartelling nog onder een ijskap. In de daarop volgende drieduizend jaar trok deze ijskap circa 30 km naar het noorden terug. Er ontstond een eindmorene, die tegenwoordig uit 90-150 meter hoge heuvels bestaat, en de zuid- en zuidwestgrens van de Mecklenburger Seenplatte vormt. Ten noorden daarvan ontstonden, ten dele door het terugtrekkende landijs uitgeschuurde spleten, en uithollingen in het terrein, die vol smeltwater liepen en meren vormden. Een tweede eindmorene, eveneens met 90-150 m hoge heuvels, vormde zich aan de noord- en noordoostgrens van het huidige gebied, na een tijdelijke periode van weer oprukken van het landijs, omstreeks 15.000 jaar vóór de jaartelling. Vele zwerfstenen, die door het ijs waren achtergelaten,  zijn in de middeleeuwen door de mensen gebruikt om er stenen dorpskerken  van te bouwen. 
Sinds de jaren 1920 wordt door Duitse geografen alleen de circa 230 × 30 km brede strook tussen deze beide heuvelruggen met Mecklenburger Seenplatte omschreven. De officiële begrenzing, een gebied van 6.014,4 km2, is in 1961 vastgelegd in de 8e editie van het Handbuch der naturräumlichen Gliederung Deutschlands. Het gebied is sedert ongeveer 10.000 jaar vóór de jaartelling bewoond. Van de 7e eeuw af vestigden zich hier Slavische volkeren. Dit verklaart de talrijke plaats- en waternamen, die van West-Slavische oorsprong zijn, zoals Müritz, wat kleine zee betekent. Vanaf ongeveer de 10e eeuw werd het gebied weer door Duitstalige mensen bewoond; zie: Oostkolonisatie.  Het gebied is reeds sedert de DDR- tijd  (1949-1990) toeristisch sterk ontwikkeld (vele campings; watersport- en fietstoerisme). Sommige van de meren zijn, vanwege de vele zeldzame vogels en vissen die er voorkomen, delen van een natuurreservaat geworden.

## Enkele meren in het gebied

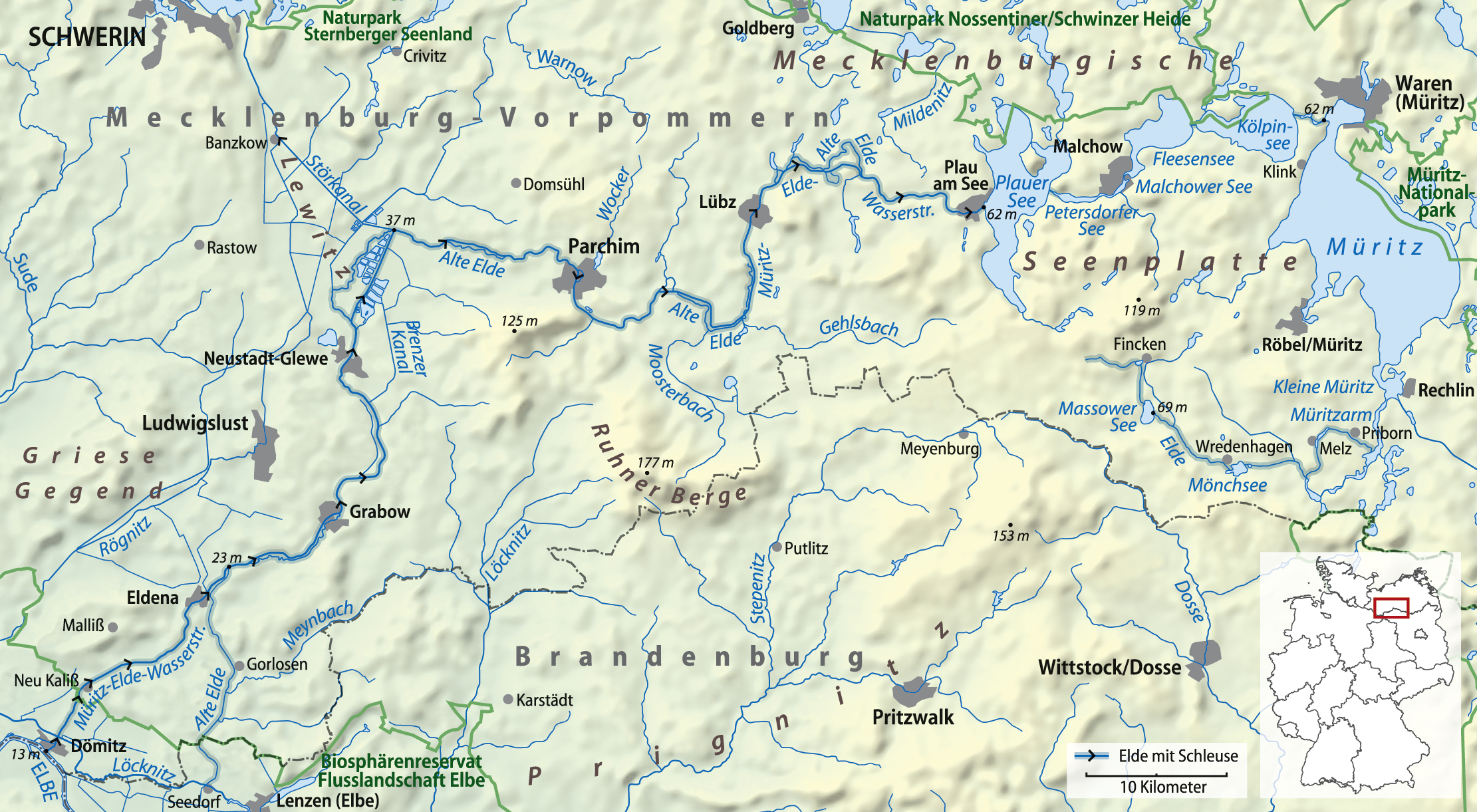
Stroomgebied Elde, westelijk gedeelte van het merengebied
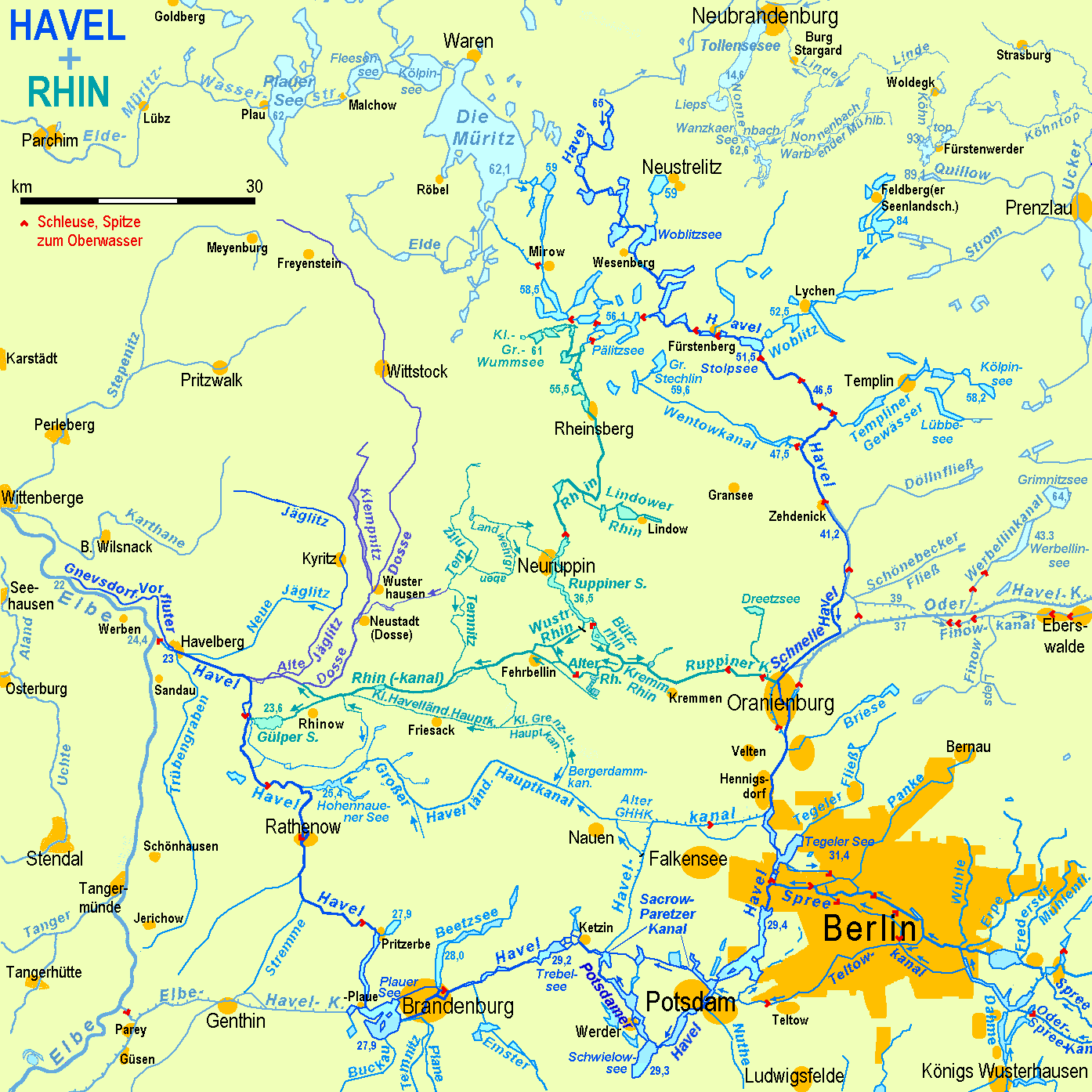
Stroomgebied Havel, oostelijk gedeelte van het merengebied

Grofweg van west naar oost; de getallen tussen haakjes zijn de oppervlakte in km2 respectievelijk de hoogte (in meters) van de waterspiegel boven zeeniveau:
- Ratzeburger See, bij Ratzeburg (12½; 3½)
- Schaalsee, op de grens van Sleeswijk-Holstein en Mecklenburg-Voor-Pommeren (22; 35)
- Schweriner See (62; 38)
- Barniner See (2½; 36)
- Krakower See (15½; 48)
- Plauer See (38; 62)
- Fleesensee (11; 62)
- Kölpinsee (20; 62)
- Müritz (109; 62)
- Zierker See, met grote haven voor de pleziervaart, te Neustrelitz (3½; 59)
- Großer Stechlinsee (4; 60)
- Werbellinsee, in het uiterste zuidoosten van het gebied (8; 43)

## Enkele rivieren in het gebied
- De Warnow, en haar beide ongeveer 60 km lange, rechtse zijrivieren de Milderitz en de Nebel
- De Elde, die o.a. door de Müritz en de Plauer See stroomt
- De bovenloop van de Havel

## Afbeeldingen

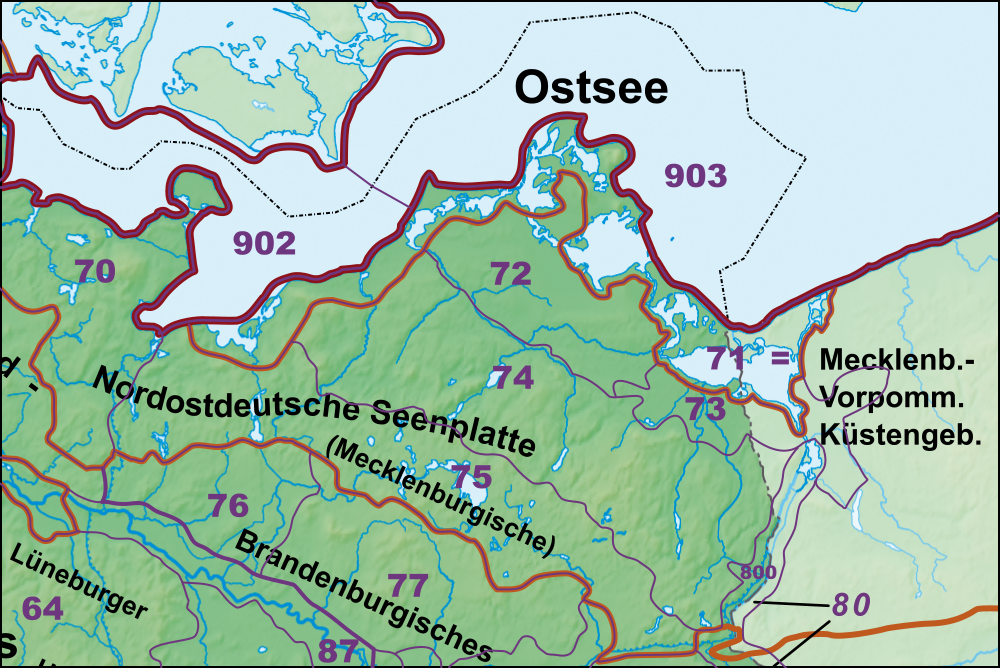
Kaart landschapseenheden MV: gebied nr. 75 is de Seenplatte
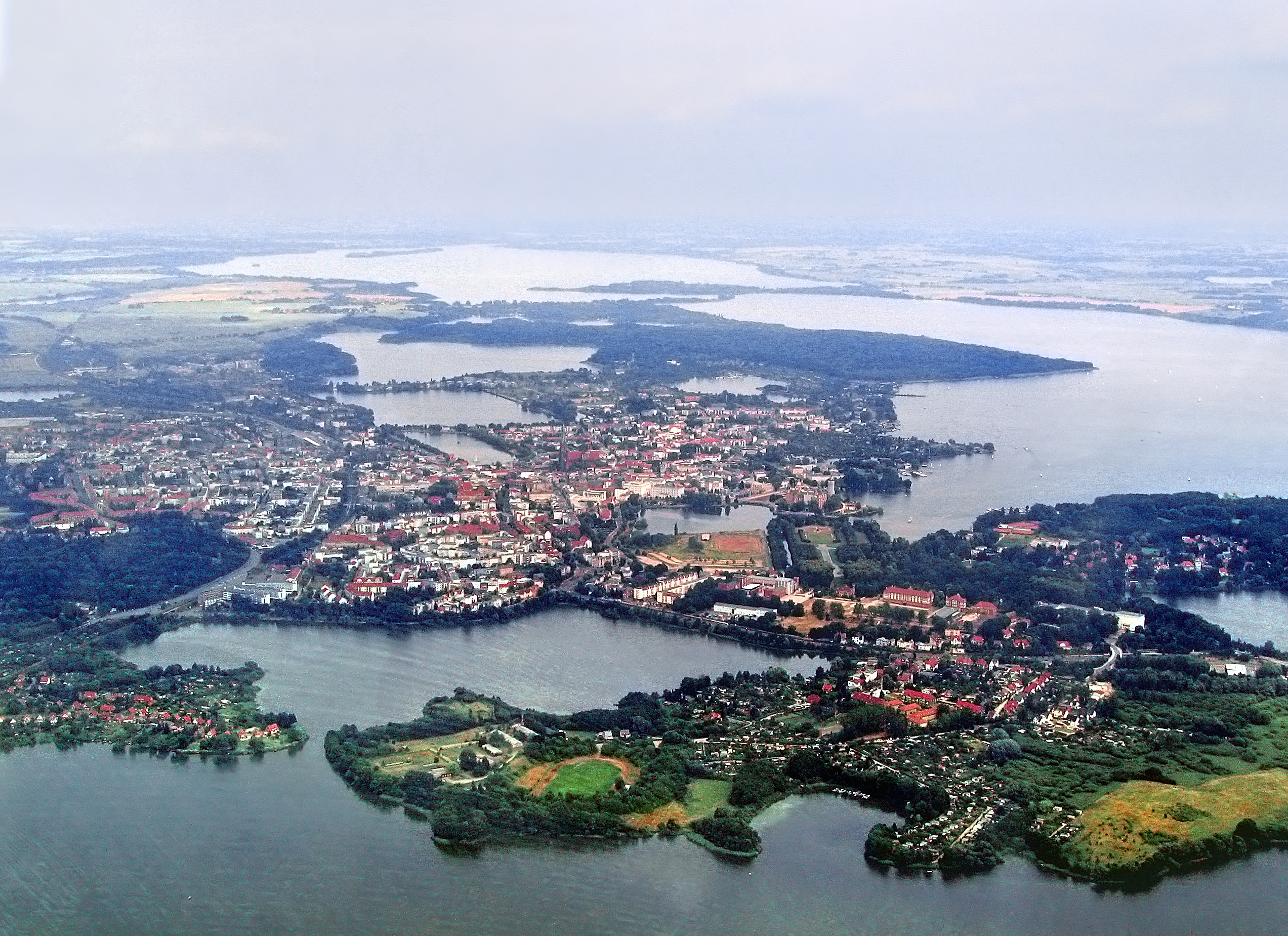
Luchtfoto van Schwerin aan de Schweriner See
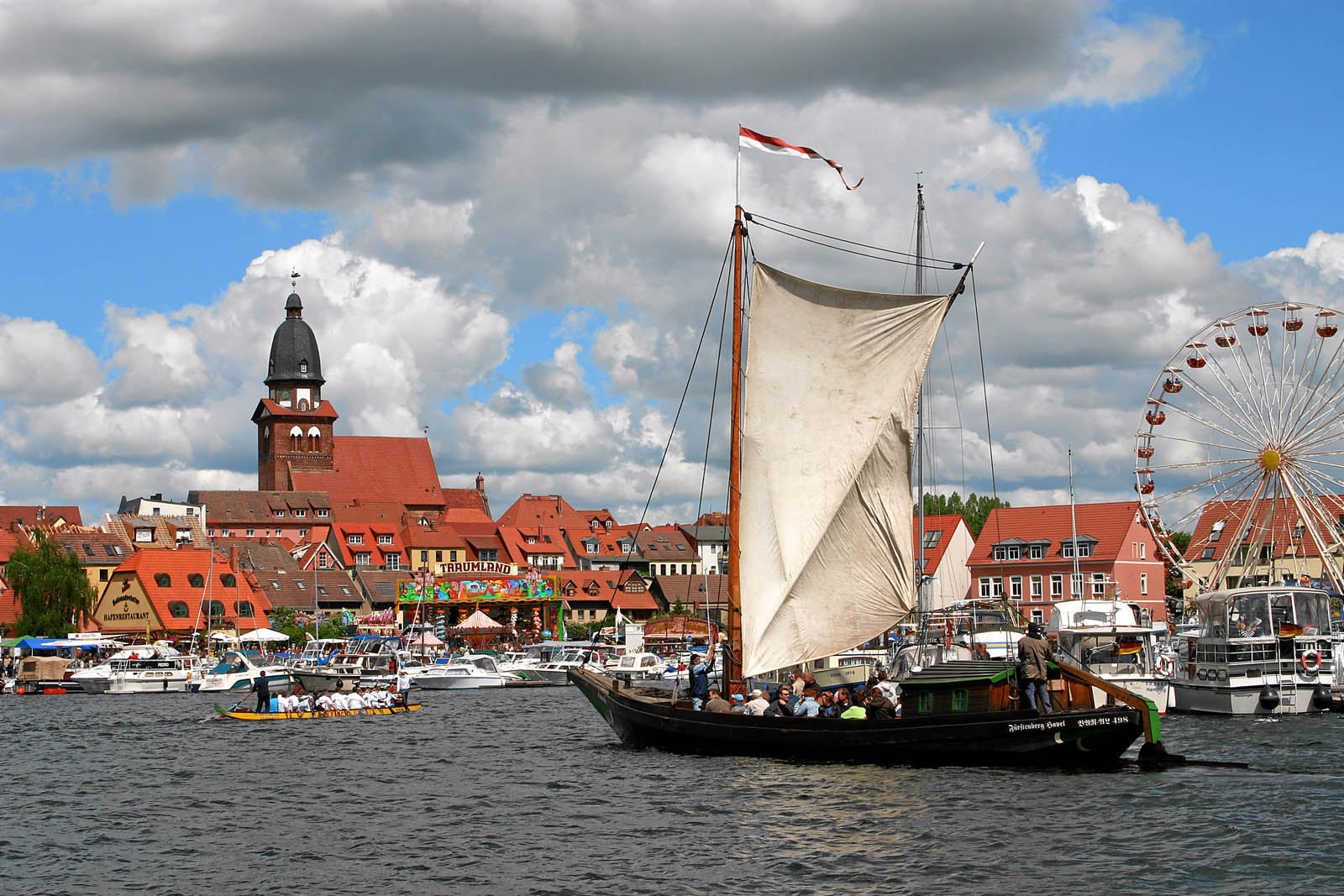
Het stadje Waren aan de Müritz tijdens een sail-evenement
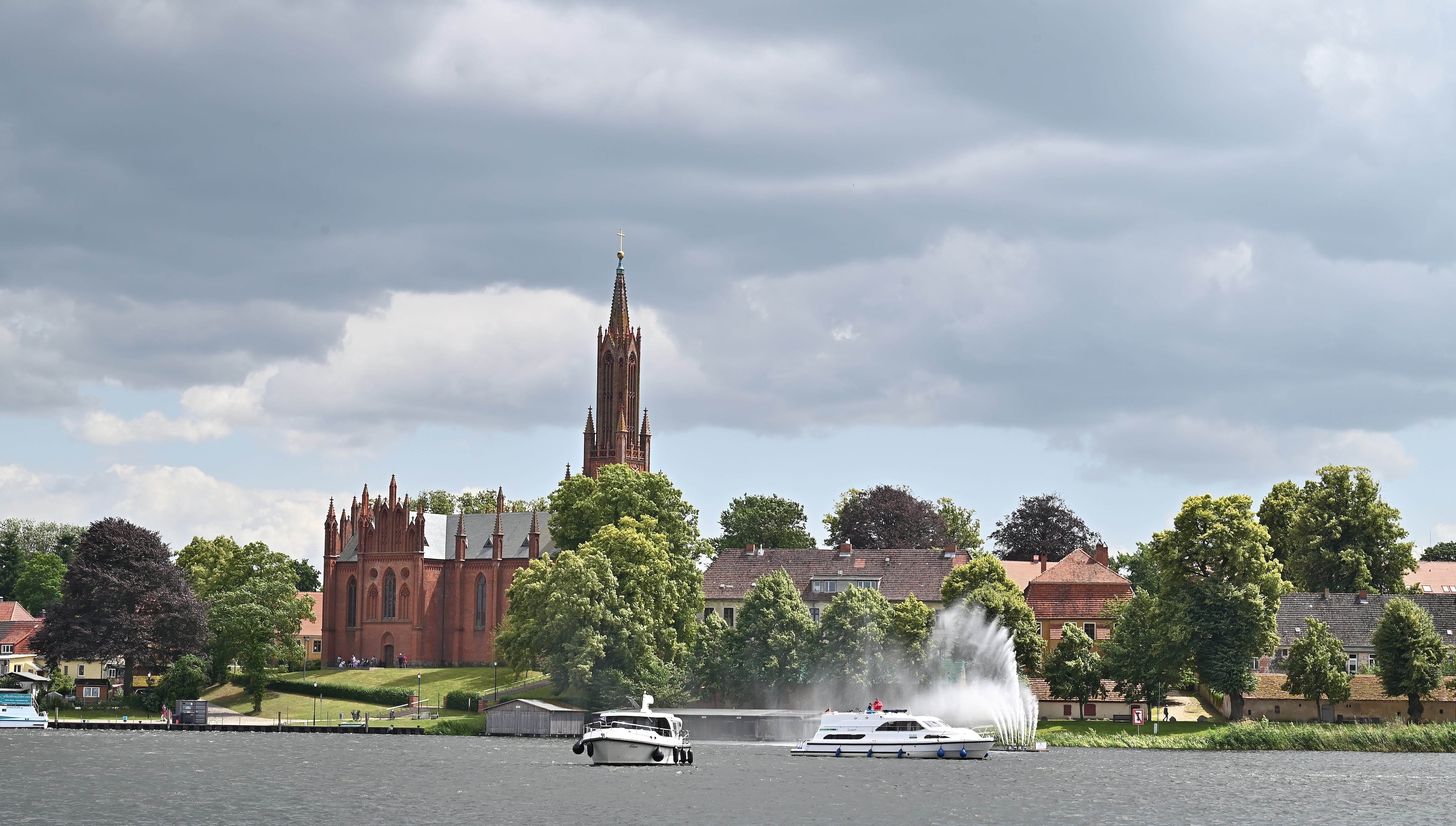
Klooster te Malchow
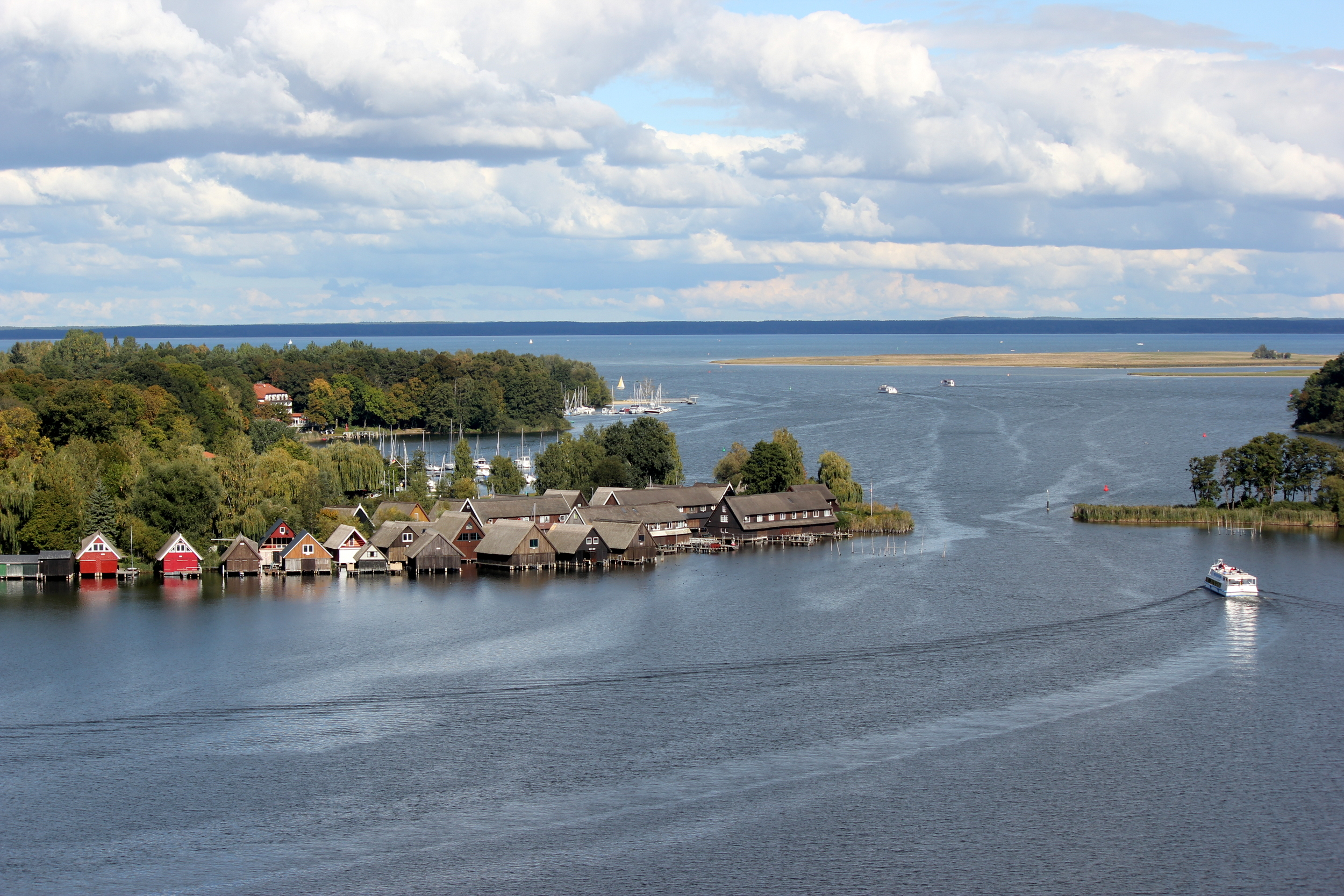
Het meer Müritz
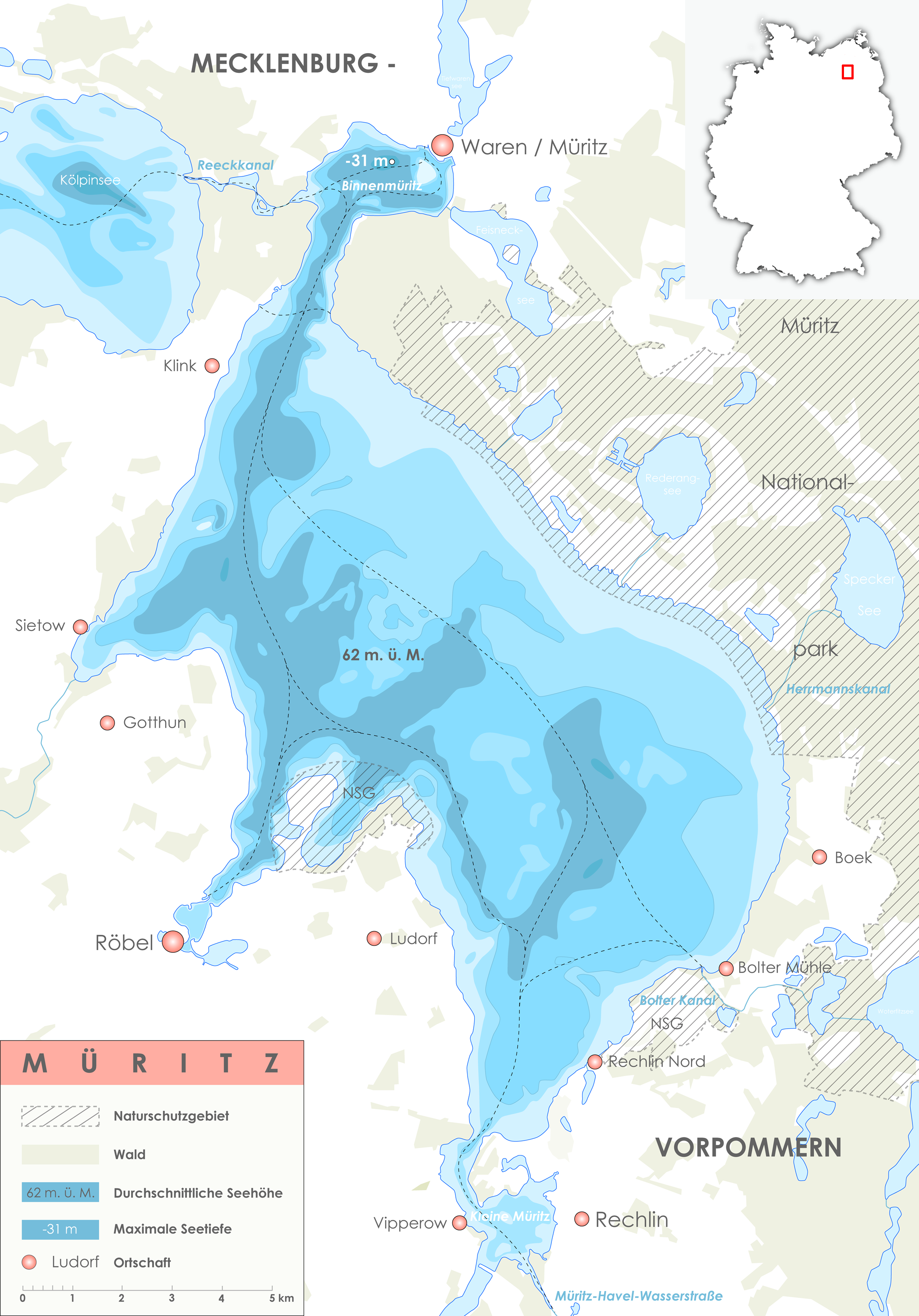
Kaart van de Müritz en haar omgeving
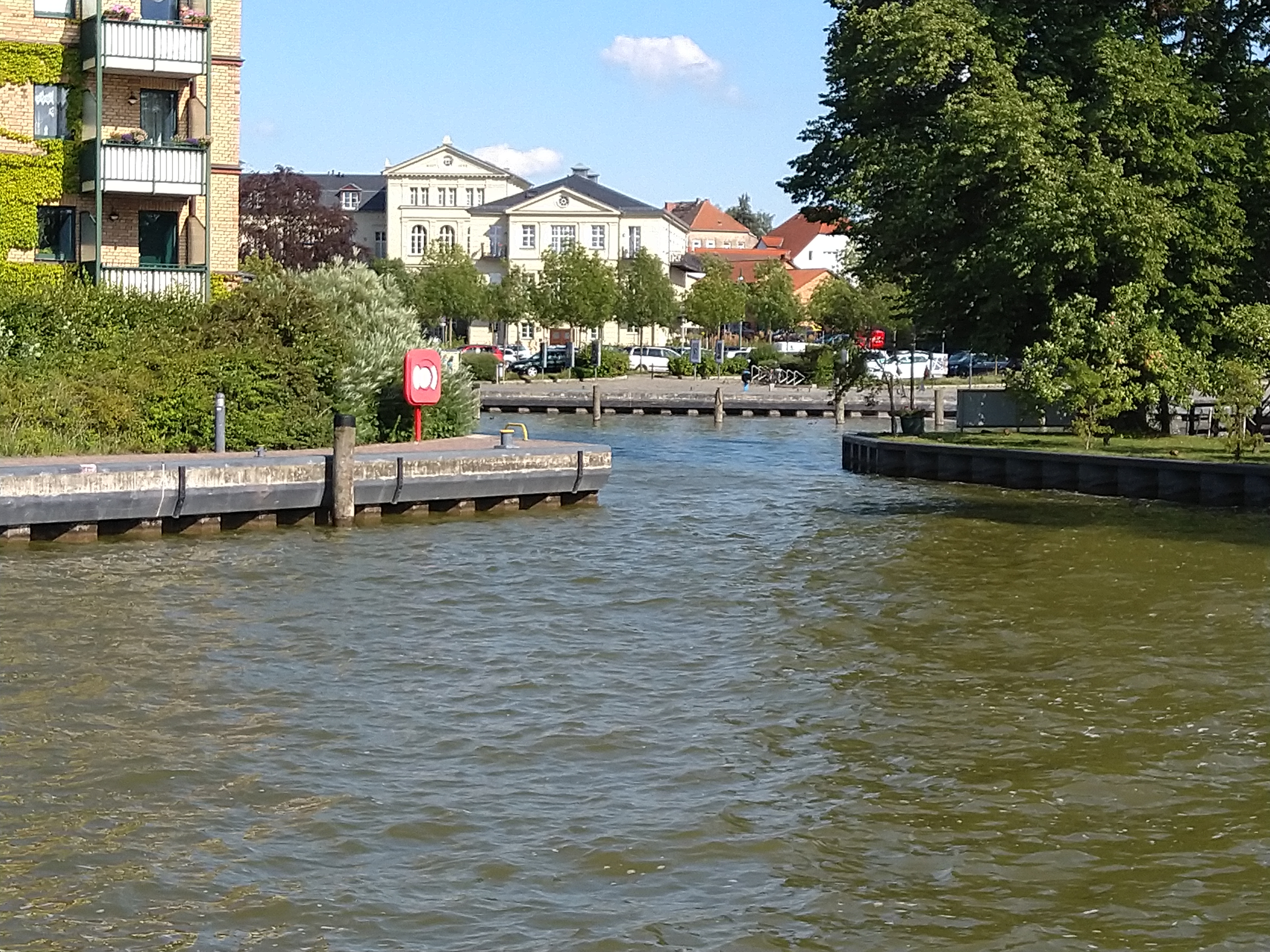
Haven te Neustrelitz
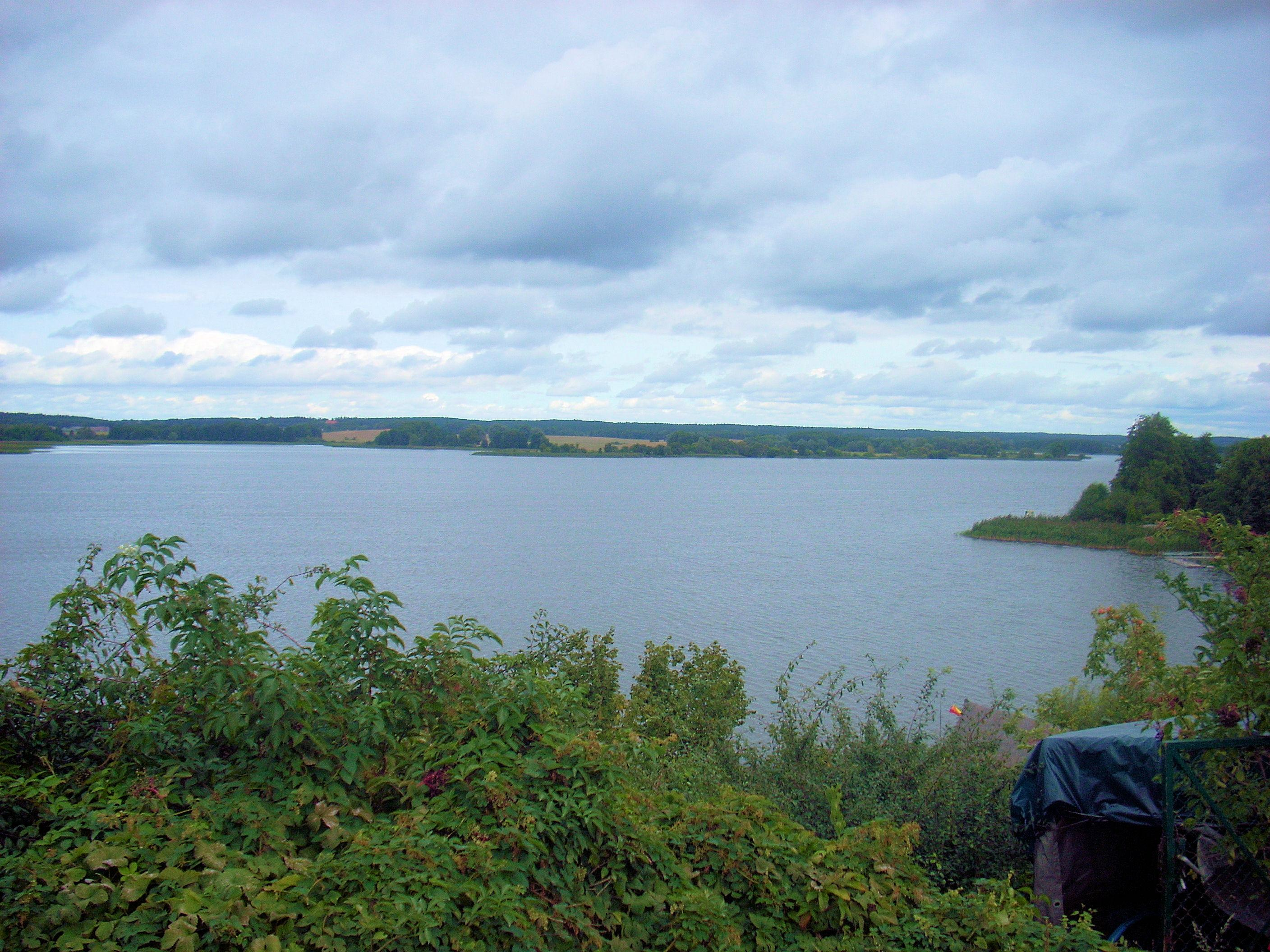
De Große Sternberger See
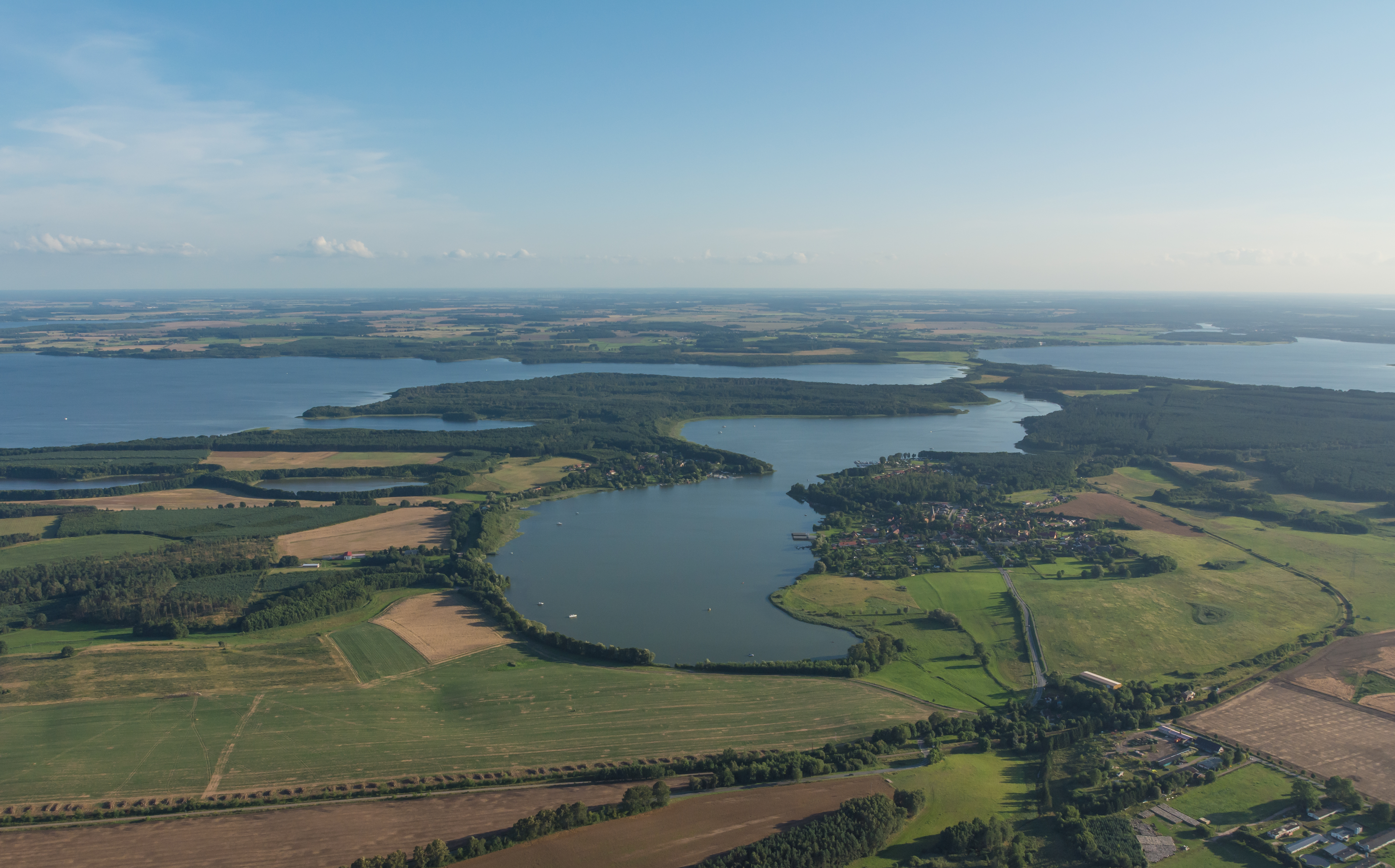
De Kölpinsee bij het dorp Jabel
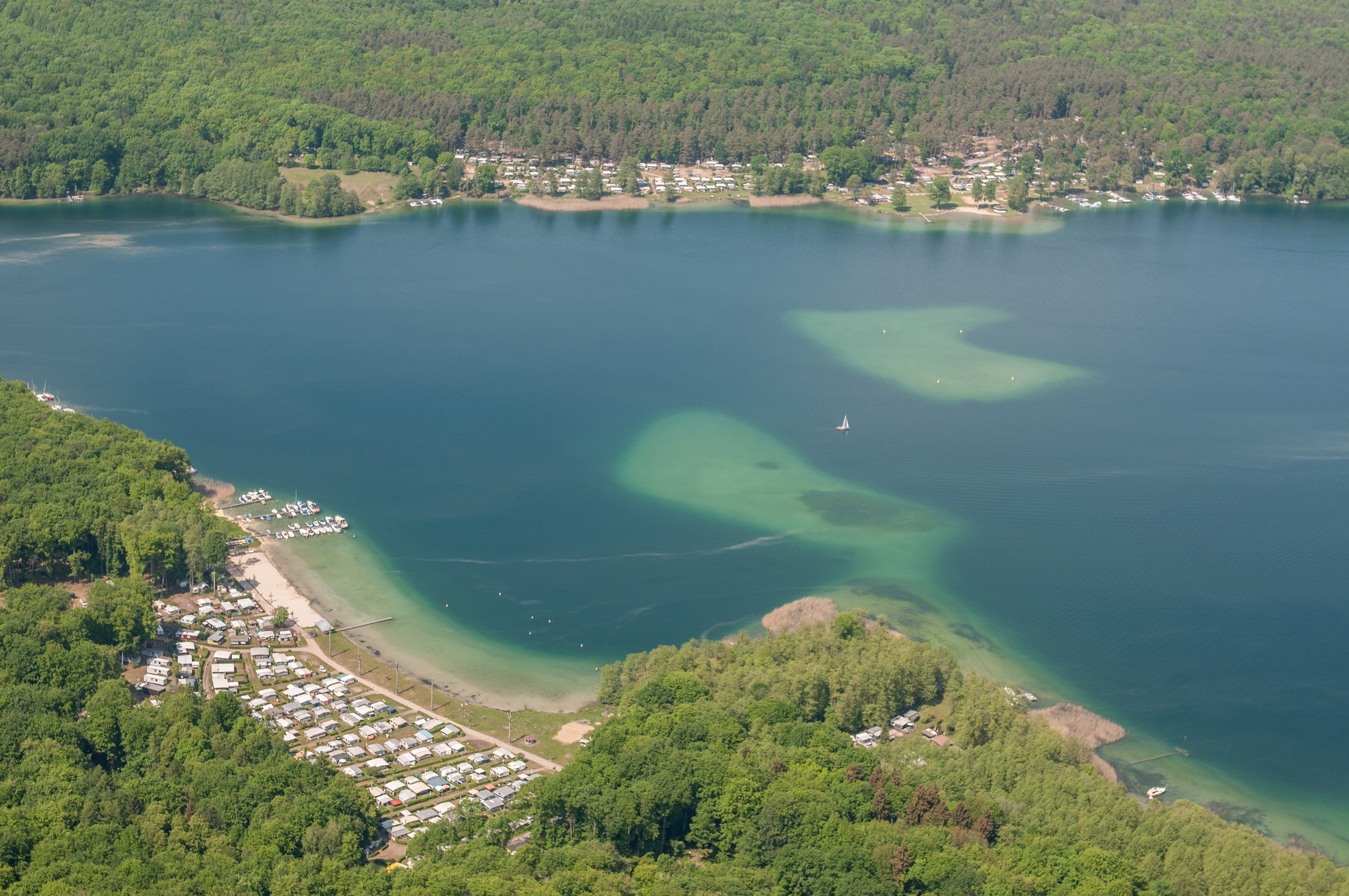
Campings (2023) aan de Werbellinsee

Alt Schwerin ·
Altenhagen ·
Altenhof ·
Altentreptow ·
Ankershagen ·
Bartow ·
Basedow ·
Beggerow ·
Beseritz ·
Blankenhof ·
Blankensee ·
Blumenholz ·
Bollewick ·
Borrentin ·
Bredenfelde ·
Breesen ·
Breest ·
Briggow ·
Brunn ·
Buchholz ·
Burg Stargard ·
Burow ·
Bütow ·
Carpin ·
Cölpin ·
Dargun ·
Datzetal ·
Demmin ·
Faulenrost ·
Feldberger Seenlandschaft ·
Fincken ·
Friedland ·
Fünfseen ·
Galenbeck ·
Genzkow ·
Gielow ·
Gnevkow ·
Godendorf ·
Golchen ·
Gotthun ·
Grabow-Below ·
Grabowhöfe ·
Grammentin ·
Grapzow ·
Grischow ·
Groß Kelle ·
Groß Miltzow ·
Groß Nemerow ·
Groß Plasten ·
Groß Teetzleben ·
Grünow ·
Göhren-Lebbin ·
Gültz ·
Gülzow ·
Hohen Wangelin ·
Hohenbollentin ·
Hohenmocker ·
Hohenzieritz ·
Holldorf ·
Ivenack ·
Jabel ·
Jürgenstorf ·
Kargow ·
Kentzlin ·
Kieve ·
Kittendorf ·
Klein Vielen ·
Kletzin ·
Klink ·
Klocksin ·
Knorrendorf ·
Kratzeburg ·
Kriesow ·
Kublank ·
Kuckssee ·
Kummerow ·
Leizen ·
Lindenberg ·
Lindetal ·
Ludorf ·
Lärz ·
Malchin ·
Malchow ·
Massow ·
Meesiger ·
Melz ·
Mirow ·
Moltzow ·
Möllenbeck ·
Möllenhagen ·
Mölln ·
Neddemin ·
Neetzka ·
Neubrandenburg ·
Neuenkirchen ·
Neukalen ·
Neustrelitz ·
Neverin ·
Nossendorf ·
Nossentiner Hütte ·
Peenehagen ·
Penkow ·
Penzlin ·
Petersdorf ·
Pragsdorf ·
Priborn ·
Priepert ·
Pripsleben ·
Rechlin ·
Ritzerow ·
Rosenow ·
Röbel/Müritz ·
Röckwitz ·
Sarow ·
Schloen-Dratow ·
Schwarz ·
Schönbeck ·
Schönfeld ·
Schönhausen ·
Siedenbollentin ·
Siedenbrünzow ·
Sietow ·
Silz ·
Sommersdorf ·
Sponholz ·
Staven ·
Stavenhagen ·
Stuer ·
Torgelow am See ·
Trollenhagen ·
Tützpatz ·
Userin ·
Utzedel ·
Varchentin ·
Verchen ·
Vipperow ·
Voigtsdorf ·
Vollrathsruhe ·
Walow ·
Waren (Müritz) ·
Warrenzin ·
Werder ·
Wesenberg ·
Wildberg ·
Woggersin ·
Wokuhl-Dabelow ·
Wolde ·
Woldegk ·
Wredenhagen ·
Wulkenzin ·
Wustrow ·
Zepkow ·
Zettemin ·
Zirzow ·
Zislow